# Celeron
Le Celeron était une famille de microprocesseurs d'entrée de gamme produite par Intel. Le premier Celeron a été annoncé le 4 mars 1998 et utilisé pour la première fois le 15 avril 1998 pour une version entrée de gamme du Pentium II. L'objectif était à l'époque de proposer une offre entrée de gamme face à la concurrence (AMD K6, Cyrix MII, IDT Winchip...)
Le Celeron constitue une version moins performante d'un autre processeur destinée à une utilisation demandant une puissance d'exécution faible (par exemple consultation de sites web et utilisation de logiciels de bureautique), à un coût réduit. Cette solution est en effet plus simple et moins onéreuse pour le fabricant que de développer à partir de zéro toute une nouvelle ligne de processeurs.
La mémoire cache coûtant très cher et étant facilement modulable en taille, il est facile de proposer un modèle de processeur avec une mémoire cache plus petite. Les Celeron comportent donc souvent une plus petite mémoire cache que le processeur dont ils sont issus. Certaines fonctionnalités non indispensables au fonctionnement du processeur peuvent également être désactivées.
Les premiers Celeron ne comportaient pas du tout de mémoire cache, mais furent jugés trop peu performants. Ce choix a vite été abandonné, et une mémoire cache a été introduite sur les suivants.
Le Celeron utilise le même connecteur (socket) que le processeur dont il est la version bridée.

## Les processeurs Celeron par famille

### FamilleIntel P6

#### Covington (250 nm)

Logo Intel Celeron.

Le Celeron Covington est le premier Celeron sorti par Intel. Il se caractérisait par une absence de cache de niveau 2. Il en découle des performances désastreuses. Il a donc été vite arrêté par Intel pour être remplacé par le Celeron Mendocino. Il se plaçait sur un « Single Edge Processor package » ( S.E.P.P) ou Slot 1 et était gravé en 0,25 micromètre.

#### Mendocino (250 nm)

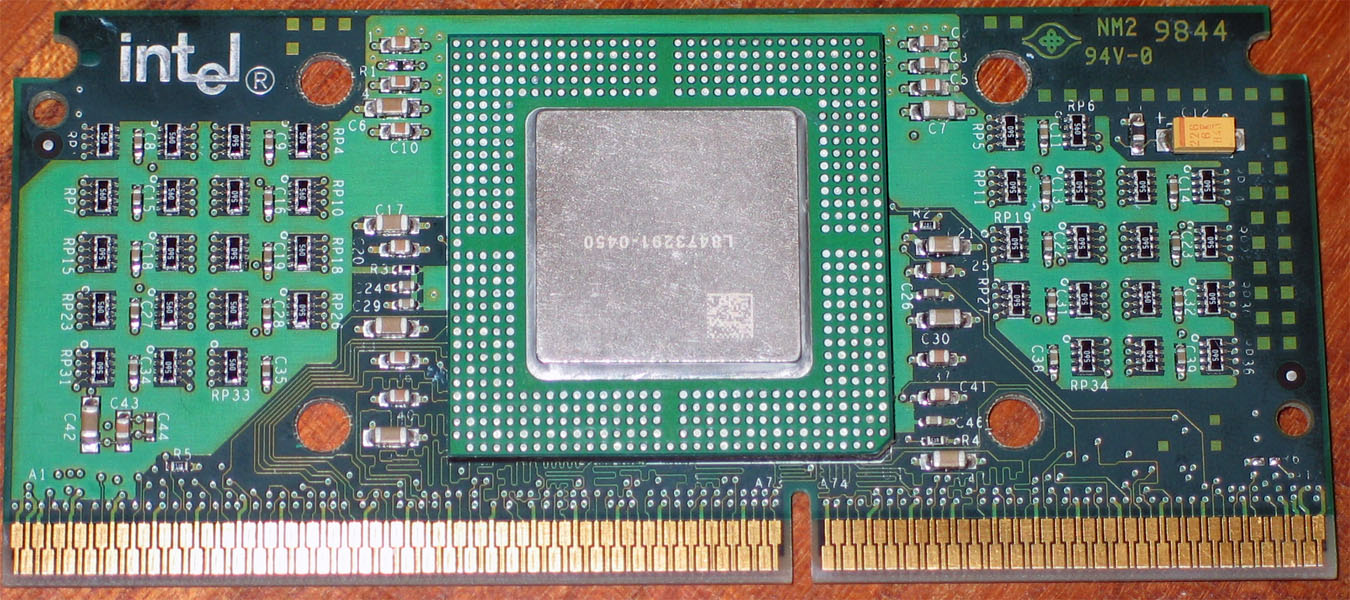
Celeron 300A 300 MHz.

Le Celeron Mendocino est le premier à posséder un cache de niveau 2. S'il était plus petit que sur les Pentium II de l'époque (128 ko contre 512 ko), ce cache était sur la même puce que le processeur lui-même, et tournait à la fréquence du processeur. Cette architecture permettait d'atteindre des performances tout à fait honorables, surtout lorsqu'on forçait la fréquence d'horloge. En effet, une grande quantité de Celeron 300A pouvaient atteindre 450 MHz (le coefficient multiplicateur étant bloqué à 4,5×, on passait le FSB de 66 à 100 MHz sur les chipsets le permettant, typiquement un 440BX, et avec l'utilisation de certains BIOS ou de la neutralisation du connecteur B21) au prix en général d'un refroidissement plus puissant et parfois d'une hausse de sa tension (2,0 V). Les cartes mères du constructeur Abit des séries BH6 et BX6 étaient particulièrement recherchées avec ce processeur, de par leur grande stabilité en haute fréquence et la facilité de réalisation de l'opération. Le cache L2 du Pentium II 450 tournait à la moitié de la fréquence d'horloge du processeur, ce qui augmentait d'autant la latence et diminuait le débit maximal. Sur certains calculs plus dépendants de la latence du cache que de sa quantité, un Celeron 300A à 450 MHz offrait de meilleures performances qu'un Pentium II 450.

#### Coppermine (180 nm)
Le Celeron Coppermine-128 (appelé parfois le Celeron II) fut mis en vente le 29 mars 2000. Comme son prédécesseur le Mendocino, ce Celeron utilise une mémoire cache de second niveau (L2) de 128 Kio. La fréquence de son bus (FSB) fut initialement limitée à 66 MHz, toutefois sa grande nouveauté résidait en l'utilisation du jeu d'instructions SSE grâce au nouveau noyau Coppermine. En dehors du fait que sa mémoire cache L2 était limitée à 128 Kio au lieu de 256 Kio et que sa fréquence de bus (FSB) n'était que de 66 MHz à 100 MHz au lieu de 100 MHz à 133 MHz, le Celeron Coppermine était identique au Pentium III Coppermine.
Les performances furent améliorées par l'augmentation de la fréquence du bus qui passa de 66 MHz à 100 MHz le 3 juin 2001. Les Celerons utilisent le même socket FCPGA 370 que la plupart des CPU à base de Pentium III Coppermine.

### FamilleNetBurst

#### Celeron D

Logo Intel Celeron D.

Le Celeron D est une version économique du Pentium 4 Prescott et Cedar Mill, basée sur l'architecture NetBurst. Les performances sont moindres à cause de la suppression de l'Hyper-Threading et de la mémoire cache L2 diminuée.

#### Prescott (90 nm)
Développé initialement sur socket 478, le cœur Prescott a subi une première évolution (3xxJ) avec le support du socket LGA 775 et la gestion de la fonction Execute Disable bit.
Le cœur Prescott a fait l'objet d'un renouvellement de gamme avec l'ajout de la technologie EM64T toujours sur socket LGA 775 :

#### Cedar Mill (65 nm)

Logo Intel Celeron D de décembre 2005.

### FamilleCore

#### Conroe-L (65 nm)

Logo Intel Celeron de décembre 2005.

Il s'agit de dérivés mono core de l'architecture Intel Core. Un temps évoqué, le modèle 460 (2,4 GHz ?) a été finalement annulé par Intel.

#### Conroe (65 nm)

Logo Intel Celeron Dual-Core.

L'arrivée de la génération Conroe marque l'apparition du double cœur dans le catalogue Celeron. Ils cohabitent avec les Conroe-L. Certains auteurs parlent toutefois de cœur Allendale sans qu'il soit possible de différencier les deux clairement.